# Adrian Smiseth Sejersted
Adrian Smiseth Sejersted (* 16. Juli 1994 in Bærum) ist ein norwegischer Skirennläufer. Er ist auf die Disziplinen Abfahrt und Super-G spezialisiert. Seine drei Jahre ältere Schwester Lotte Smiseth Sejersted war bis 2017 ebenfalls als Skirennläuferin aktiv.

## Biografie
Als 15-Jähriger bestritt Sejersted ab November 2009 FIS-Rennen. Seinen ersten Sieg auf dieser Stufe schaffte er im Januar 2011 bei einem Super-G in Hafjell. Einen Monat später nahm er am Europäischen Olympischen Jugendfestival in Liberec teil. Er gewann dort die Bronzemedaille im Slalom und belegte im Riesenslalom Rang 13. Im Dezember 2012 trat Sejersted erstmals im Europacup an, schied jedoch bei allen drei Einsätzen des Winters 2011/12 aus. Er wurde im Januar 2012 norwegischer Juniorenmeister in der Super-Kombination und gehörte im Februar desselben Jahres zum norwegischen Team für die Juniorenweltmeisterschaften in Roccaraso. Dort belegte er in der Abfahrt Rang acht und im Super-G Rang neun. Zum Ende der Saison gewann er bei den norwegischen Meisterschaften überraschend den Abfahrts-Meistertitel. Am darauf folgenden Tag erlitt er bei einem Sturz in der Kombinationsabfahrt einen Wadenbeinbruch.
Trotz dieser Verletzung konnte Sejersted in der Saison 2012/13 sechs FIS-Rennen für sich entscheiden. Bei den Juniorenweltmeisterschaften 2013 in der Nähe von Québec gewann er die Bronzemedaille im Super-G. Im Winter 2013/14 begann er regelmäßig im Europacup zu punkten, wobei sich endgültig eine Spezialisierung auf die schnellen Disziplinen abzuzeichnen begann. Bei den Juniorenweltmeisterschaften 2014 in Jasná gewann er die Goldmedaille in der Abfahrt und die Silbermedaille in der Super-Kombination. Als amtierender Juniorenweltmeister war er am 12. März 2014 beim Weltcupfinale in Lenzerheide startberechtigt und errang dort mit Platz 14 auf Anhieb die ersten Weltcuppunkte. Aufgrund eines Kreuzbandrisses, den er sich kurz vor Saisonbeginn zuzog, konnte er im Winter 2014/15 keine Rennen bestreiten.
Im Winter 2015/16 kam Sejersted wieder regelmäßig im Europacup zum Einsatz und erreichte dabei insgesamt acht Platzierungen unter den besten zehn. Am 13. März 2016 stieß er als 18. des Super-G von Kvitfjell zum zweiten Mal in die Punkteränge eines Weltcuprennens vor. Zum Saisonabschluss wurde er in dieser Disziplin norwegischer Meister. Die erste Top-10-Platzierung im Weltcup schaffte er am 27. Dezember 2016 mit Platz 9 im Super-G von Santa Caterina. Im Europacup kam zweimal ein zweiter Platz hinzu. Am 27. Januar 2017 stürzte er in der Europacup-Abfahrt von Méribel und zog sich dabei eine Verletzung am Meniskus zu, was das sofortige Saisonende bedeutete. Zu Beginn der Saison 2017/18 fuhr Sejersted im Weltcup jeweils nur knapp in die Punkteränge, weshalb er die Qualifikation für die Olympischen Winterspiele in Pyeongchang verpasste. Im zweitletzten Super-G der Saison in Kvitfjell sorgte er mit dem vierten Platz für einen Überraschung. Im Euracup gelangen ihm zwei Siege.
Fünfmal konnte sich Sejersted im Weltcup 2018/19 unter den besten zehn klassieren. Sein bestes Ergebnis bei den Weltmeisterschaften 2019 in Åre war der achte Platz im Super-G. Im Verlaufe des Winters Winters 2019/20 fuhr er zweimal unter die besten zehn, musste dann aber die Saison erneut vorzeitig abbrechen: Er stürzte am 21. Januar 2020 in Wengen in der Kombinationsabfahrt und zog sich dabei eine Schulterverletzung zu, die operiert werden musste. Am 12. Dezember 2020 gelang Sejersted die erste Weltcup-Podestplatzierung, als er im Super-G von Val-d’Isère hinter Mauro Caviezel den zweiten Platz belegte. Zweieinhalb Wochen später folgte ein dritter Platz im Super-G von Bormio. Er reiste zwar zu den Weltmeisterschaften 2021 in Cortina d’Ampezzo an, konnte aber kein Rennen bestreiten. Grund dafür war ein ausgedehnter Knorpel im rechten Knie, der operiert werden musste.
In der Saison 2021/22 klassierte sich Sejersted dreimal unter den ersten zehn. Das beste Ergebnis des Winters gelang ihm bei den Olympischen Winterspielen 2022 in Peking, wo er im Super-G den vierten Platz belegte und somit eine Medaille nur knapp verpasste. Zwei weitere Top-10-Ergebnisse erzielte er in der Saison 2022/23, bei den Weltmeisterschaften 2023 in Courchevel fuhr er im Super-G auf den siebten Platz. Am 3. März 2023 stand er in Aspen kurz vor seinem ersten Weltcupsieg, doch die Abfahrt musste wegen sich rapide verschlechternden Wetterbedingungen nach 24 Läufern abgebrochen werden und wurde nicht gewertet. Bei den Weltmeisterschaften 2025 in Saalbach-Hinterglemm gewann er die Bronzemedaille im Super-G.

## Erfolge

### Olympische Spiele
- Peking 2022: 4. Super-G, 11. Abfahrt

### Weltmeisterschaften
- Åre 2019: 8. Super-G, 14. Abfahrt, 16. Alpine Kombination
- Courchevel 2023: 7. Super-G, 16. Abfahrt
- Saalbach 2025: 3. Super-G, 6. Abfahrt, 9. Team-Kombination.

### Weltcup
- 19 Platzierungen unter den besten zehn, davon 2 Podestplätze

### Weltcupwertungen
| Saison  | Gesamt | Gesamt | Abfahrt | Abfahrt | Super-G | Super-G | Kombination | Kombination |
| Saison  | Platz  | Punkte | Platz   | Punkte  | Platz   | Punkte  | Platz       | Punkte      |
| ------- | ------ | ------ | ------- | ------- | ------- | ------- | ----------- | ----------- |
| 2013/14 | 113.   | 18     | 45.     | 18      | –       | –       | –           | –           |
| 2015/16 | 133.   | 13     | –       | –       | 46.     | 13      | –           | –           |
| 2016/17 | 76.    | 84     | 40.     | 19      | 24.     | 53      | 30.         | 12          |
| 2017/18 | 63.    | 97     | 35.     | 29      | 20.     | 68      | –           | –           |
| 2018/19 | 34.    | 243    | 24.     | 70      | 13.     | 173     | –           | –           |
| 2019/20 | 64.    | 129    | 25.     | 78      | 24.     | 51      | –           | –           |
| 2020/21 | 52.    | 169    | 35.     | 29      | 9.      | 140     | –           | –           |
| 2021/22 | 64.    | 125    | 39.     | 35      | 18.     | 90      | –           | –           |
| 2022/23 | 40.    | 207    | 18.     | 149     | 25.     | 58      | –           | –           |
| 2023/24 | 47.    | 183    | 29.     | 65      | 18.     | 118     | –           | –           |
| 2024/25 | 29.    | 288    | 14.     | 144     | 15.     | 144     | –           | –           |

### Europacup
- Saison 2015/16: 5. Abfahrtswertung, 6. Kombinationswertung
- Saison 2016/17: 8. Super-G-Wertung
- Saison 2017/18: 4. Abfahrtswertung
- 5 Podestplätze, davon 2 Siege:

| Datum            | Ort       | Land     | Disziplin |
| ---------------- | --------- | -------- | --------- |
| 21. Februar 2018 | Sarntal   | Italien  | Abfahrt   |
| 5. März 2018     | Kvitfjell | Norwegen | Abfahrt   |

### Juniorenweltmeisterschaften
- Roccaraso 2012: 8. Abfahrt, 9. Super-G
- Québec 2013: 3. Super-G, 14. Abfahrt, 27. Riesenslalom
- Jasná 2014: 1. Abfahrt, 2. Super-Kombination, 6. Super-G, 8. Riesenslalom

### Weitere Erfolge
- 5 norwegische Meistertitel (Abfahrt 2012, 2014, 2018 und 2019, Super-G 2016)
- 2 norwegische Juniorenmeistertitel (Super-Kombination 2012, Abfahrt 2013)
- 1 Podestplatz im South American Cup
- Europäisches Olympisches Jugendfestival 2011: 3. Slalom, 13. Riesenslalom
- 11 Siege in FIS-Rennen